# Ben Wilson (calciatore)
Ben Wilson (Stanley, 9 agosto 1992) è un calciatore inglese, portiere del Coventry City.

## Carriera
Cresciuto nelle giovanili del Sunderland, trascorre le sue prime esperienze in una prima squadra nella parte iniziale della stagione 2011-2012, in cui trascorre un breve periodo in prestito all'Harrogate Town, club di National League North (sesta divisione inglese), con cui gioca 3 partite. Nel biennio seguente viene ceduto in prestito a Gateshead (in quinta divisione) e Chesterfield (in quarta divisione) senza tuttavia mai giocare in partite ufficiali con nessuno dei due club in questione; sempre nel 2013 passa poi a titolo definitivo prima al Cambridge Utd e poi all'Accrington Stanley, entrambi club di quarta divisione, nei quali trova comunque pochissimo spazio in campo (di fatto la sua unica presenza in partite ufficiali arriva nella stagione 2013-2014 nel Football League Trophy con quest'ultimo club).
Nel 2014 si trasferisce poi in seconda divisione ai gallesi del Cardiff City: dopo una stagione senza presenze, trascorre la stagione 2015-2016 in prestito all'AFC Wimbledon, con cui disputa 8 partite in quarta divisione; tornato ai Ninians, vi rimane per metà della stagione 2016-2017, nella quale disputa 3 partite in seconda divisione. Nella seconda metà della stagione in oggetto è invece in prestito al Rochdale, con cui gioca 8 partite in terza divisione. Trascorre quindi in prestito anche l'intera stagione 2017-2018, dividendosi tra Oldham Athletic (5 presenze in terza divisione) e Telford Utd (17 presenze in quarta divisione).
Nella stagione 2018-2019 gioca 4 partite in terza divisione al Bradford City, mentre nella stagione 2019-2020 vince il campionato in questa stessa categoria con la maglia del Coventry City, di cui è il portiere di riserva; nella stagione seguente gioca 27 partite in seconda divisione con gli Sky Blues, con cui poi torna a fare la riserva nella stagione 2021-2022, in cui viene schierato in campo in 5 incontri di campionato. Nell'annata successiva è invece un titolare (43 presenze), rimanendo poi in rosa come secondo portiere anche negli anni seguenti.

## Statistiche

### Presenze e reti nei club
Statistiche aggiornate al 10 novembre 2022.
| Stagione             | Squadra              | Campionato           | Campionato | Campionato | Coppe nazionali | Coppe nazionali | Coppe nazionali | Coppe continentali | Coppe continentali | Coppe continentali | Altre coppe | Altre coppe | Altre coppe | Totale | Totale |
| Stagione             | Squadra              | Comp                 | Pres       | Reti       | Comp            | Pres            | Reti            | Comp               | Pres               | Reti               | Comp        | Pres        | Reti        | Pres   | Reti   |
| -------------------- | -------------------- | -------------------- | ---------- | ---------- | --------------- | --------------- | --------------- | ------------------ | ------------------ | ------------------ | ----------- | ----------- | ----------- | ------ | ------ |
| nov.-dic. 2011       | Harrogate Town       | CLN                  | 3          | -7         | FACup           | -               | -               | -                  | -                  | -                  | FAT         | -           | -           | 3      | -7     |
| gen.-feb. 2012       | Gateshead            | CLP                  | 0          | 0          | FACup           | -               | -               | -                  | -                  | -                  | FAT         | -           | -           | 0      | 0      |
| set.-ott. 2012       | Chesterfield         | FL2                  | 0          | 0          | FACup+CdL       | -               | -               | -                  | -                  | -                  | FLT         | 0           | 0           | 0      | 0      |
| ago. 2013            | Cambridge Utd        | CP                   | 0          | 0          | FACup           | 0               | 0               | -                  | -                  | -                  | FAT         | 0           | 0           | 0      | 0      |
| ago.-nov. 2013       | Accrington Stanley   | FL2                  | 0          | 0          | FACup+CdL       | -               | -               | -                  | -                  | -                  | FLT         | 1           | -1          | 1      | -1     |
| gen.-giu. 2014       | Cardiff City         | PL                   | -          | -          | FACup+CdL       | -               | -               | -                  | -                  | -                  | -           | -           | -           | 0      | 0      |
| 2014-2015            | Cardiff City         | FLC                  | 0          | 0          | FACup+CdL       | 0               | 0               | -                  | -                  | -                  | -           | -           | -           | 0      | 0      |
| ago.-ott. 2015       | Cardiff City         | FLC                  | 0          | 0          | FACup+CdL       | 0+1             | 0               | -                  | -                  | -                  | -           | -           | -           | 1      | 0      |
| ott. 2015-gen. 2016  | AFC Wimbledon        | FL2                  | 8          | -9         | FACup+CdL       | 1+0             | -2 + 0          | -                  | -                  | -                  | FLT         | -           | -           | 9      | -11    |
| 2016-gen. 2017       | Cardiff City         | FLC                  | 3          | -7         | FACup+CdL       | 0               | 0               | -                  | -                  | -                  | -           | -           | -           | 3      | -7     |
| Totale Cardiff City  | Totale Cardiff City  | Totale Cardiff City  | 3          | -7         |                 | 1               | 0               |                    | -                  | -                  |             | -           | -           | 4      | -7     |
| gen.-giu. 2017       | Rochdale             | FL1                  | 8          | -14        | FACup+CdL       | -               | -               | -                  | -                  | -                  | FLT         | -           | -           | 8      | -14    |
| 2017-gen. 2018       | Oldham Athletic      | FL1                  | 5          | -12        | FACup+CdL       | 0+1             | 0 + -3          | -                  | -                  | -                  | FLT         | 1           | 0           | 7      | -15    |
| gen.-giu. 2018       | Telford Utd          | NLN                  | 17         | -23        | FACup           | -               | -               | -                  | -                  | -                  | FAT         | -           | -           | 17     | -23    |
| 2018-2019            | Bradford City        | FL1                  | 4          | -5         | FACup+CdL       | 1+1             | -4 + -1         | -                  | -                  | -                  | EFLT        | 0           | 0           | 6      | -10    |
| 2019-2020            | Coventry City        | FL1                  | 0          | 0          | FACup+CdL       | 1+2             | 0 + -4          | -                  | -                  | -                  | EFLT        | 4           | -4          | 7      | -8     |
| 2020-2021            | Coventry City        | FLC                  | 27         | -24        | FACup+CdL       | 1+0             | -2 + 0          | -                  | -                  | -                  | -           | -           | -           | 28     | -25    |
| 2021-2022            | Coventry City        | FLC                  | 5          | -5         | FACup+CdL       | 1+1             | 0 + -2          | -                  | -                  | -                  | -           | -           | -           | 7      | -7     |
| 2022-2023            | Coventry City        | FLC                  | 15         | -11        | FACup+CdL       | 0+1             | 0 + -4          | -                  | -                  | -                  | -           | -           | -           | 16     | -15    |
| Totale Coventry City | Totale Coventry City | Totale Coventry City | 47         | -40        |                 | 7               | -12             |                    | -                  | -                  |             | 4           | -4          | 58     | -56    |
| Totale carriera      | Totale carriera      | Totale carriera      | 95         | -117       |                 | 12              | -22             |                    | -                  | -                  |             | 6           | -5          | 113    | -144   |

## Palmarès
- Football League One: 1

Coventry City: 2019-2020